# Русское торгово-промышленное общество взаимного кредита
Русское торгово-промышленное общество взаимного кредита — общество взаимного кредита, созданное в 1907 в Санкт-Петербурге.

## История
Устав Русского торгово-промышленного общества взаимного кредита был утверждён 17 (31) декабря 1907 года Министром финансов Российской империи Владимиром Николаевичем Коковцовым. Правление Русского торгово-промышленного общества взаимного кредита располагалось в Санкт-Петербурге на Садовой улице в доме 32 — доходном доме Томилина. Членами Русского торгово-промышленного общества взаимного кредита могли быть только члены Русского торгового общества. Общество вело успешную деятельность до национализации в 1918 году.
В период НЭПа в Петрограде было создано Петроградское торгово-промышленное общество взаимного кредита.